# Sairang
Sairang är en ort i Indien.   Den ligger i distriktet Aizawl och delstaten Mizoram, i den östra delen av landet, 1 600 km öster om huvudstaden New Delhi. Sairang ligger 111 meter över havet och antalet invånare är 5 760.
Terrängen runt Sairang är huvudsakligen kuperad, men österut är den bergig. Sairang ligger nere i en dal. Runt Sairang är det tätbefolkat, med 397 invånare per kvadratkilometer. Närmaste större samhälle är Aizawl, 11,2 km sydost om Sairang. I omgivningarna runt Sairang växer i huvudsak städsegrön lövskog.